# 木内道祥
木内 道祥（きうち みちよし、1948年（昭和23年）1月2日 - ）は、日本の元最高裁判所裁判官(第三小法廷所属)。弁護士(大阪弁護士会)。徳島県徳島市出身。

## 人物
徳島県徳島市出身。灘高等学校を卒業後、東京大学へ進学。学生運動への参加経験がある。東京大学法学部在学中に司法試験に合格。司法修習修了後、「組織に属するのではなく、独立して仕事ができる」という理由から弁護士になった。
倒産事件と家事事件のエキスパートとして弁護士活動を行った。1995年の阪神・淡路大震災発生時は大阪に居住しており、想像を絶する被害に「弁護士は役に立たない」と感じたが、それでも震災発生直後から被災者の法的救済に奔走し、倒壊した借家の権利関係などの相談に応じるため、弁護士会の中心になって避難所に弁護士を派遣し、被災者の声をくみ取った。
2005年2月に行われた第32回日本集中治療医学会でのパネルディスカッション「ICUにおける末期医療のコンセンサス」において、木内は「患者の意思の確認方法について、患者の意思が不明でも家族の同意があれば事実上問題とはなっていないが、法的には家族には代行する権限はなく、あくまでも自己決定権が優先される」と述べている。
38年間に渡って弁護士活動を続け、その間に法制審議会民事・人事訴訟法部会人事訴訟法分科会委員、日本弁護士連合会倒産法制等検討委員会委員長などを歴任した。田原睦夫が2013年4月22日で最高裁判事を定年退官したのに伴い、その後任として2013年4月25日に最高裁判事に就任した。
2014年12月14日、最高裁判所裁判官国民審査において、罷免を可とする票4,861,993票、罷免を可とする率9.57%で信任。同時に審査された5判事のうち罷免を可とする票の数が最多であった。2018年1月1日に定年退官した。
2019年5月21日発令の春の叙勲で、旭日大綬章を受章。

## 略歴
- 1948年（昭和23年）1月2日 徳島県徳島市にて出生
- 東京大学入学
- 東京大学法学部在学中に司法試験に合格
- 1973年(昭和48年) 東京大学法学部卒業、司法研修所入所
- 1975年(昭和50年) 司法修習修了後、弁護士登録(大阪弁護士会)
- 2004年(平成16年) - 2011年(平成23年) 関西大学法科大学院非常勤講師(「倒産法」、「現代法特殊講義」を担当[10])
- 2013年（平成25年）4月25日 最高裁判所判事に就任
- 2018年（平成30年）1月1日 最高裁判所判事を退官